# Dominic Burgess
Dominic Burgess (Stoke-on-Trent, 29 luglio 1982) è un attore e sceneggiatore inglese, attivo principalmente in ambito televisivo.

## Filmografia

### Cinema
- Batman Begins, regia di Christopher Nolan (2005)
- Foster Boy, regia di Youssef Delara (2018)
- Ma, regia di Tate Taylor (2019)
- Breaking News in Yuba County, regia di Tate Taylor (2021)

### Televisione
- Doctor Who – serie TV, episodio 1x12 (2005)
- 1000 modi per morire (1000 Ways to Die) – serie TV, episodi 1x04 e 1x11 (2009)
- Leverage - Consulenze illegali (Leverage) – serie TV, episodio 1x09 (2009)
- Le regole dell'amore (Rules of Engagement) – serie TV, episodio 4x08 (2010)
- 90210 – serie TV, episodio 3x20 (2011)
- Agents of S.H.I.E.L.D. – serie TV, episodio 1x04 (2013)
- Maron – serie TV, episodio 1x01 (2013)
- Aiutami Hope! (Raising Hope) – serie TV, episodio 4x02 (2013)
- A.N.T. Farm - Accademia Nuovi Talenti (ANT Farm) – serie TV, 15 episodi (2013-2014)
- Legit – serie TV, episodio 2x04 (2014)
- C'è sempre il sole a Philadelphia (It's Always Sunny in Philadelphia) – serie TV, episodio 10x03 (2015)
- The Leftovers - Svaniti nel nulla (The Leftovers) – serie TV, episodi 2x01 e 2x06 (2015)
- 2 Broke Girls – serie TV, episodio 5x11 (2016)
- Radici (Roots) – miniserie TV, episodio 2 (2016)
- Una mamma per amica: Di nuovo insieme (Gilmore Girls: A Year in the Life) – miniserie TV, episodio 2 (2016)
- The Good Place – serie TV, 3 episodi (2016-2019)
- The Magicians – serie TV, 5 episodi (2016-2020)
- Feud – serie TV, 5 episodi (2017)
- I Thunderman (The Thundermans) – serie TV, episodio 4x13 (2017)
- The Night Shift – serie TV, episodio 4x04 (2017)
- Teen Wolf – serie TV, episodio 6x15 (2017)
- The Flash – serie TV, 3 episodi (2017-2018)
- Supernatural – serie TV, episodio 13x15 (2018)
- American Horror Story – serie TV, 5 episodi (2018-2024)
- Regina del Sud (Queen of the South) – serie TV, 4 episodi (2018)
- The Rookie – serie TV, episodio 1x17 (2019)
- Santa Clarita Diet – serie TV, 6 episodi (2019)
- Modern Family – serie TV, episodi 10x18 e 11x04 (2019)
- Star Trek: Picard – serie TV, episodio 1x05 (2020)
- Lex & Presley – serie TV, episodio 1x01 (2020)
- Better Things – serie TV, 3 episodi (2020-2022)
- Dr. Death – serie TV, 7 episodi (2021)
- Loro (Them) – serie TV, episodio 1x08 (2021)
- 9-1-1: Lone Star – serie TV, episodi 3x07 e 3x15 (2022)
- Dahmer - Mostro: la storia di Jeffrey Dahmer (Dahmer – Monster: The Jeffrey Dahmer Story) – miniserie TV, puntata 10 (2022)
- NCIS: Los Angeles – serie TV, episodio 14x07 (2022)
- Our Flag Means Death – serie TV, episodio 1x10 (2022)
- Chicago Med – serie TV, episodio 8x17 (2023)
- Palm Royale – serie TV, 7 episodi (2024)
- Criminal Minds – serie TV, episodio 17x05 (2024)
- The Perfect Couple, regia di Susanne Bier – miniserie TV, puntate 1-5 (2024)
- NCIS - Unità anticrimine (NCIS) – serie TV, episodio 22x03 (2024)
- Star Wars: Skeleton Crew – serie TV, 7 episodi (2024-2025)

## Doppiatori italiani
Nelle versioni in italiano delle opere in cui ha recitato, Dominic Burgess è stato doppiato da:
- Gianluca Machelli in Feud, Supernatural, Santa Clarita Diet
- Leonardo Graziano in A.N.T. Farm - Accademia Nuovi Talenti, NCIS: Los Angeles
- Alessandro Budroni in Dahmer - Mostro: la storia di Jeffrey Dahmer, Good American Family
- Ivan Andreani in 2 Broke Girls
- Roberto Stocchi in The Good Place
- Antonino Saccone in Foster Boy
- Edoardo Stoppacciaro in Ma
- Carlo Petruccetti in American Horror Story
- Emanuele Durante in Better Things
- Luigi Ferraro in Dr. Death
- Alberto Caneva in 9-1-1: Lone Star
- Roberto Fidecaro in Criminal Minds: Evolution
- Andrea Pirolli in The Perfect Couple